# Decoder (film)
Decoder è un film del 1984 diretto da Muscha.

## Trama
In una Berlino distopica, un ragazzo  appassionato di registrazioni audio scopre che una catena di fast food denominata "H-Burger" utilizza delle frequenze radio in codice per controllare la mente dei suoi clienti, a seguito di questa scoperta nascono delle rivolte in tutta la città.

## Distribuzione
Il film è stato distribuito nelle sale cinematografiche della Germania Ovest il 19 febbraio 1984.